# Macromitrium himalayanum
Macromitrium himalayanum är en bladmossart som beskrevs av Hugh Neville Dixon 1942. Macromitrium himalayanum ingår i släktet Macromitrium och familjen Orthotrichaceae. Inga underarter finns listade i Catalogue of Life.